# Hiram Tuttle
Hiram Edwin Tuttle (Dexter - 22 december 1882 - Fort Riley North 11 november 1956) was een Amerikaans ruiter, die gespecialiseerd was in dressuur. Tuttle nam deel aan de Olympische Zomerspelen 1932 en behaalde daar zowel individueel als in de landenwedstrijd de bronzen medaille. Vier jaar later behaalde hij geen medailles tijdens de Olympische Zomerspelen 1936.

## Resultaten
- Olympische Zomerspelen 1932 in Los Angeles  individueel dressuur met Olympic
- Olympische Zomerspelen 1932 in Los Angeles  landenwedstrijd dressuur met Olympic
- Olympische Zomerspelen 1936 in Berlijn 27e individueel dressuur met Si Murray
- Olympische Zomerspelen 1936 in Berlijn 9e landenwedstrijd dressuur met Si Murray